# Марс Обзървър
Марс Обзървър изстрелян от НАСА на 25 септември 1992 е бил първият от предложената серия планетарни мисии Наблюдател и е бил проектиран да изучава геонауката и климата на Марс. Контакта с апарата бил изгубен три дни преди плануваното установяване в орбита и никога не е възстановен.